# Marcus Danielson
Marcus Andreas Danielson (ur. 8 kwietnia 1989 w Eskilstunie) – szwedzki piłkarz występujący na pozycji obrońcy w szwedzkim klubie Djurgårdens IF oraz w reprezentacji Szwecji. Wychowanek Skogstorps IF, w trakcie swojej kariery grał także w takich zespołach jak IFK Eskilstuna, Helsingborgs IF, Västerås SK, GIF Sundsvall oraz Djurgårdens IF.